# Potato skins

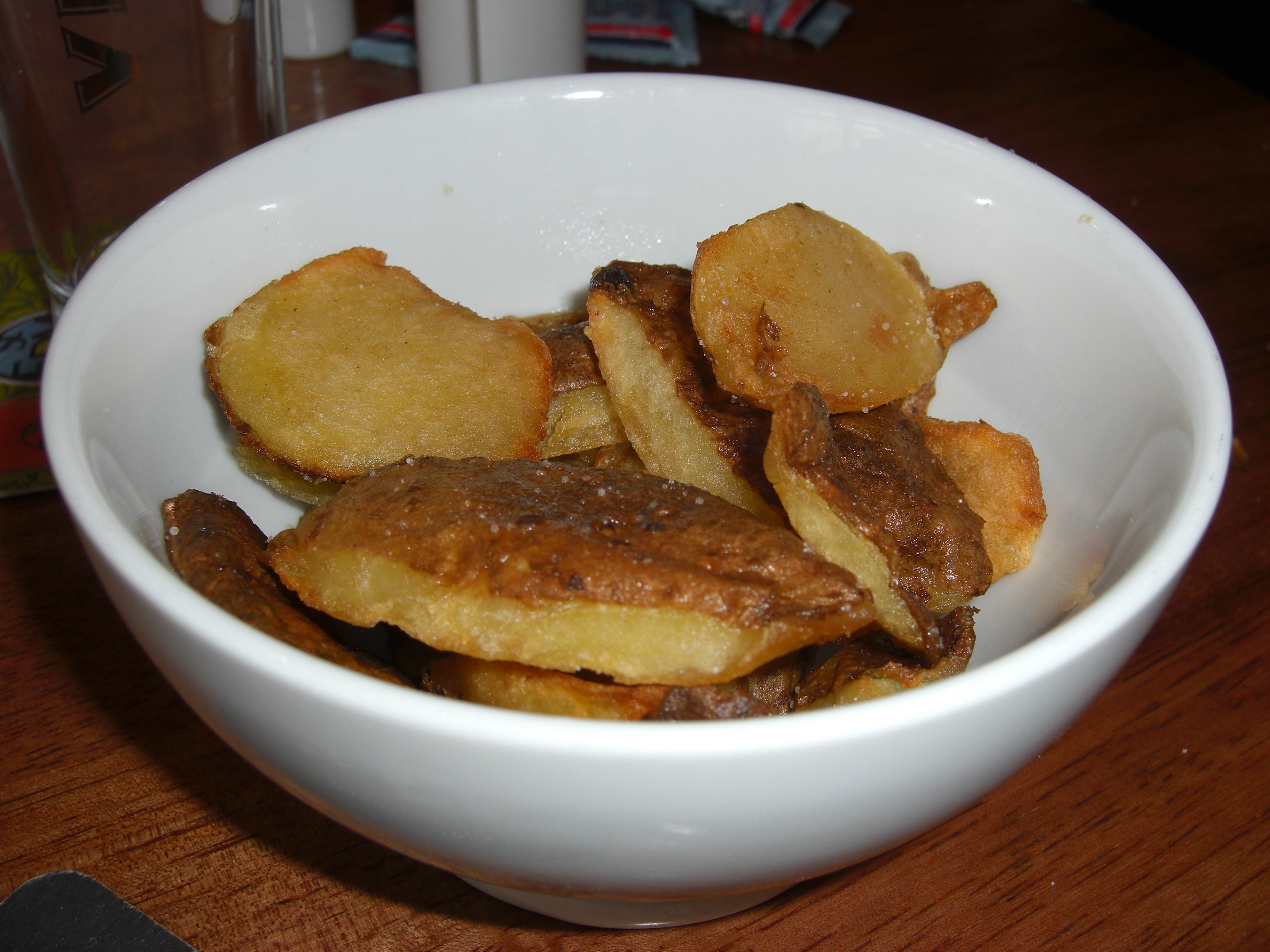
Potato skins.

Les potato skins (littéralement « pelures de pomme de terre ») sont des apéritifs ou hors-d'œuvre américains faits de petits morceaux de pomme de terre, de forme circulaire ou ovale, conservant la peau sur une face et un peu de chair (environ un demi-centimètre d'épaisseur) sur l'autre.
Le côté chair reçoit divers ingrédients tels que pancetta, cheddar (fromage) ou tout autre ingrédient habituellement utilisé avec les pommes de terre au four. Ils sont souvent servis avec de la crème aigre et de la sauce.
Les potato skins apparaissent fréquemment dans les menus des chaînes de restaurants de type diners accompagnant des mets tels que les ailes de poulet Buffalo, les jalapeño poppers (piments farcis) et les mozzarella stickers (frites de mozzarella). Les restaurants les achètent souvent prédécoupés à des fournisseurs spécialisés plutôt que de retirer eux-mêmes l'intérieur des pommes de terre.